# العطار (المجمعة)
العطار، هي مدينة تقع في منطقة سدير، والتابعة لمنطقة الرياض في السعودية. وتبعد مدينة العطار عن محافظة المجمعة بمسافة تقارب (45) كم.